# Bachata
Bachata ist eine aus der Dominikanischen Republik stammende Musikrichtung und der dazugehörige Tanz. Seit 2019 ist sie in der UNESCO-Liste des immateriellen Kulturerbes der Menschheit enthalten.

## Geschichte
Bachata entstand Anfang der 1960er Jahre als eine Form des kubanischen bzw. karibischen Boleros. Zunächst war Bachata weniger zum Tanzen gedacht, sondern war einer von vielen Stilen der romantischen lateinamerikanischen Gitarrenmusik, die vergleichbar der mexikanischen Mariachi-Tradition, hauptsächlich der Unterhaltung verliebter Paare diente. In den folgenden Jahrzehnten nahmen Bachata-Musiker Einflüsse aus anderen Stilen wie dem Merengue auf, das Tempo wurde erhöht, und Bachata wurde mehr und mehr als Tanzmusik verstanden. Ab 2003 erfuhren Musikrichtung und Tanz einen Produktionsboom im gesamten hispano–karibischen Raum. In der Dominikanischen Republik veranstalten TV-Sender regelmäßig Bachata-Tanzwettbewerbe.
Bachata wird typischerweise mit zwei akustischen Gitarren gespielt, heute auch mit elektrischen, dazu Bongos, Bass und Güira. Der Stil ist heute geprägt durch den charakteristischen, hohen und „leiernden“ Klang der Gitarren, den Rhythmus (ein 4/4-Takt, oft basierend auf dem Bassrhythmus punktiertes Viertel – Achtel – Viertel – Viertel), und durch die Texte, die meist von männlichen Sängern gesungen werden und hauptsächlich von enttäuschter Liebe handeln. Das Tempo von Bachata-Stücken reicht von 100 bis 160 bpm.
Die Beinbewegung kommt aus den Knien heraus, wobei ein Bein neben das andere gesetzt wird. Dieses „chassé“ wird durchgängig mit Merengue-Hüftbewegung getanzt (pro Taktschlag ein Schritt, also auf 1, 2, 3). Auf der „4“ erfolgt das leichte Anheben des Beins, indem die Hüfte einseitig hochgezogen wird, und/oder gleichzeitig ein Doppelschlag vor und zurück mit der Hüfte getanzt wird. Genau wie Merengue und Salsa ist Bachata kein standardisierter Tanz, d. h. es gibt viele Variationen und Bewegungsabläufe. Da Bachata normalerweise sehr eng und hüftbetont getanzt wird, gehört er zu den erotischsten Tänzen überhaupt. Die europäische Version wird mit Körperabstand getanzt, wobei auch Figuren miteingebaut werden.
Bachata galt in den 1970er und 1980er Jahren als vulgäre Musik der unteren Bevölkerungsschichten, wurde mit Prostitution, Kriminalität und Armut assoziiert und im Gegensatz zu Salsa und Merengue kaum im Radio gespielt. Das änderte sich erst um 1990 herum, vor allem durch Juan Luis Guerra, dessen Album Bachata Rosa 1992 einen Grammy gewann.
In Deutschland war das bislang erfolgreichste Bachata-Stück das Lied Obsesión der Gruppe Aventura, das auch R&B- und Pop-Elemente enthält und im September 2004 auf Platz 1 der Media-Control-Singles-Charts war. Auch Toby Love, der einmal zu Aventura gehörte, mischte seine Bachata-Elemente mit R&B und Crunk. Diese Musikrichtung des Bachata wird auch Bachata-Urban genannt und enthält auch Einflüsse aus dem Hip-Hop und Reggaeton. 2020 schaffte es ein teilweise deutschsprachiger Bachata mit dem Titel Bachata, an dem Kay One und Cristobal beteiligt sind, in die deutschen und schweizerischen Charts.
2005 wurde von der International Dance Organization in Bassano del Grappa (Italien) die erste Bachata-Weltmeisterschaft ausgerichtet. 52 hauptsächlich italienische Paare zeigten mit Hilfe der Technik der lateinamerikanischen Turniertänze show-orientierte Bachata; Weltmeister wurden Mirko Di Palma und Mazena Maj. Mittlerweile ist der Bachata ein sehr populärer Turniertanz geworden, und die IDO richtet regelmäßig Welt- und Europameisterschaften sowie World Cups aus.
In den 2010er Jahren gewann Bachata als Tanz nochmals deutlich an Popularität. Das lag unter anderem am Aufkommen des Bachata Sensual als neuer Stilrichtung. Hierbei werden Body Waves und andere Bewegungen des Oberkörpers, die zum Teil aus dem Zouk entlehnt sind, in den Tanz eingebaut. Zu den bekanntesten Vertretern des Bachata Sensual gehören Korke (Jorge Escalona) & Judith (Judith Cordero), die die Erfindung des Bachata Sensual für sich beanspruchen.

## Bekannte Vertreter
- Aventura
- Elvis Martínez, dominikanischer Bachatasänger, Songwriter und Gitarrist
- Juan Luis Guerra (* 1957), Sänger, Gitarrist und Komponist aus der Dominikanischen Republik
- Prince Royce (* 1989), US-amerikanischer Latin-Pop-Sänger
- Romeo Santos (* 1981), US-amerikanischer Latinsänger
- Grupo Extra

## Stiltypische Stücke
- Juan Bautista: Asesina
- Pepe Corniell: Saque la cama pa’ fuera
- Blas Durán: Consejo a las mujeres
- Zacarias Ferreira: El triste/Si tú me dices ven
- Dominic Marte: Ven tu
- Monchy & Alexandra: No es una novela/Hoja en blanco
- Marino Perez: La esperaré bebiendo
- Frank Reyes: Tú eres ajena/Por ti voy a morir/Princesa
- Raulin Rodriguez: Arráncame la vida/Como quisiera olvidarte/Por tu primer beso
- Anthony Santos: Voy p’allá/Pégame tu vicio/Sin ti
- Romeo Santos: Propuesta Indecente
- Luis Segura: Pena
- Shakira + Prince Royce: Deja vu
- Luis Vargas: El acurrucaito/Eres una pena/Loco de amor
- Joe Veras: Como me duele/Inténtalo tú/Qué bien lo hiciste